# Großmaischeid
 Großmaischeid là một đô thị thuộc huyện Neuwied, bang Rheinland-Pfalz, phía tây nước Đức. Đô thị Großmaischeid có diện tích 15,52 km², dân số thời điểm ngày 31 tháng 12 năm 2006 là 2437 người.